# Stenocatantops transversa
Stenocatantops transversa är en insektsart som beskrevs av Willemse, C. 1953. Stenocatantops transversa ingår i släktet Stenocatantops och familjen gräshoppor. Inga underarter finns listade i Catalogue of Life.